# 石川博友
石川 博友（いしかわ ひろとも、1924年10月20日- ）は、日本の政治経済学者、文筆家。神奈川大学名誉教授。

## 略歴
東京生まれ。東京大学法学部政治学科卒業。『週刊ダイヤモンド』編集長などを経て、神奈川大学教授。1996年、定年退任、名誉教授。

## 著書
- 『巨大システム産業 アメリカの産軍複合体企業』1970 中公新書
- 『多国籍企業 地球をわが手に』1976 中公新書
- 『戦略転換の構造 80年代企業の闘争』同文館出版、1978
- 『ドル戦争の死角 円高の背後に何があったか』ダイヤモンド社、1978
- 『穀物メジャー 食糧戦略の「陰の支配者」』1981 岩波新書
- 『日米摩擦の政治経済学 対日戦略決定のメカニズム』ダイヤモンド社、1985
- 『日米摩擦の政治経済学 プラザ合意から10年』ダイヤモンド社、1995

### 共編著
- 『コングロマリット経営 アメリカ資本主義の生んだ買収哲学』山岡清共著 ダイヤモンド社、1968
- 『世界の企業 シリーズ比較企業体制』全5巻 伊東光晴,植草益共編 筑摩書房、1975

### 翻訳
- A.ニューガーデン編『セールス・マネジャー 実務マニュアル』ダイヤモンド社、1964
- A.P.スローン Jr.『GMとともに 世界最大企業の経営哲学と成長戦略』田中融二、狩野貞子共訳 ダイヤモンド社、1967
- ティモシー・S.グリーン『金の世界』永川秀男共訳 金融財政事情研究会、1968
- ファーディナンド・ランドバーク『富豪と大富豪 現代における富の力の研究』福島正光共訳 早川書房、1974
- リチャード・J.バーネット,ロナルド・E.ミュラー『地球企業の脅威』田口統吾、湯沢章伍共訳 ダイヤモンドータイム社、1975
- M.Y.ヨシノ『日本の多国籍企業 世界市場に生き残れるか』ダイヤモンド社、1977
- トーマス・マッキャン『乗取りの報酬 バナナ帝国崩壊のドラマ』筑摩書房、1979
- アンドリュー・ダンカン『オイルマネー・ラッシュ 最近アラブ成金事情』青木俊夫共訳 ダイヤモンド社、1980

## 論文
- <石川博友

## 参考
- 「石川博友先生略年譜 (石川博友先生退職記念号)」『商経論叢』1996-03

]